# СКЧФ (Севастополь)
СКЧФ (Севастополь) — колишній футбольний клуб з міста Севастополь.

## Історія
Футбольна команда БОФ була заснована в Севастополі і почала представляти Будинок офіцерів флоту.
У 1954 році клуб дебютував у найнижчій, 3 зоні класу Б.
У 1958 році клуб змінив свою назву на СКЧФ, а в 1961 — СКФ.
У 1963 році, після чергової реорганізації ліги, клуб був переведений до класу В, української зони 2. У 1966 році клуб повернув до стару назву СКЧФ.
У 1968 році на один сезон клуб спромігся повернутися до класу Б.
1970 року клуб у класі B, української зони 2 посів 23-є місце і не заявився на чемпіонат наступного сезону. Його місце посів клуб «Авангард» (Севастополь).
Команда, надалі грала у місцевих змаганнях, а згодом перестала існувати.

## Назва клубу
- ? — 1957: БОФ (Будинок офіцерів флоту) (Севастополь)
- 1958 — 1960: СКЧФ (Спортивний клуб Чорноморського флоту) (Севастополь)
- 1961 — 1965: СКФ (Спортивний клуб флоту) (Севастополь)
- 1966 —???: СКЧФ (Спортивний клуб Чорноморського флоту) (Севастополь)

## Статистика сезонів у класі Б
згідно з сайтом wildstat.ru
| Сезон  | Чемпіонат                           | Чемпіонат | Чемпіонат | Чемпіонат | Чемпіонат | Чемпіонат | Чемпіонат | Чемпіонат | Кубок        | Кубок | Кубок | Кубок | Кубок | Кубок | Кубок | Примітка |
| Сезон  | Ліга                                | Місце     | І         | В         | Н         | П         | М         | О         | Етап         | І     | В     | Н     | П     | М     | О     | Примітка |
| ------ | ----------------------------------- | --------- | --------- | --------- | --------- | --------- | --------- | --------- | ------------ | ----- | ----- | ----- | ----- | ----- | ----- | -------- |
| 1954   | Клас Б, 3 зона                      | 9         | 22        | 5         | 8         | 9         | 19 — 31   | 18        | 1/32 фіналу  | 1     | 0     | 0     | 1     | 2−3   | 0     |          |
| 1955   | Клас Б, 1 зона                      | 15        | 30        | 7         | 6         | 17        | 25 — 61   | 20        | 1/64 фіналу  | 1     | 0     | 0     | 1     | 0−2   | 0     | Виліт    |
| 1957   | Клас Б, 1 зона                      | 9         | 34        | 15        | 5         | 14        | 72 — 49   | 35        | 1/32 фіналу  | 2     | 1     | 0     | 1     | 4−3   | 3     |          |
| 1958   | Клас Б, Фінал                       | 3         | 5         | 2         | 1         | 2         | 9 — 8     | 5         | 1/128 фіналу | 2     | 1     | 0     | 1     | 3−5   | 3     |          |
| 1959   | Клас Б, 4 зона                      | 10        | 28        | 9         | 5         | 14        | 31 — 46   | 23        | 1/64 фіналу  | 2     | 1     | 0     | 1     | 3−4   | 3     |          |
| 1960   | Клас Б, УРСР, 2 зона                | 6         | 36        | 15        | 9         | 12        | 49 — 34   | 39        | —            | —     | —     | —     | —     | —     | —     |          |
| 1961   | Клас Б, УРСР, 2 зона                | 8         | 36        | 12        | 13        | 11        | 56 — 46   | 37        | 1/16 фіналу  | 4     | 3     | 0     | 1     | 5−4   | 9     |          |
| 1962   | Клас Б, УРСР, турнір за 18-28 місця | 24        | 10        | 4         | 2         | 4         | 13 — 11   | 10        | 1/256 фіналу | 1     | 0     | 0     | 1     | 1−3   | 0     |          |
| 1968   | Друга група А                       | 6         | 5         | 0         | 0         | 5         | 2 — 9     | 0         | 1/64 фіналу  | 3     | 1     | 1     | 1     | 3−3   | 4     |          |
| Всього | 9                                   | —         | 300       | 97        | 78        | 125       | 373-402   | —         | 9            | 31    | 17    | 2     | 12    | 53−47 | —     |          |